# Andries Cornelis Dirk de Graeff

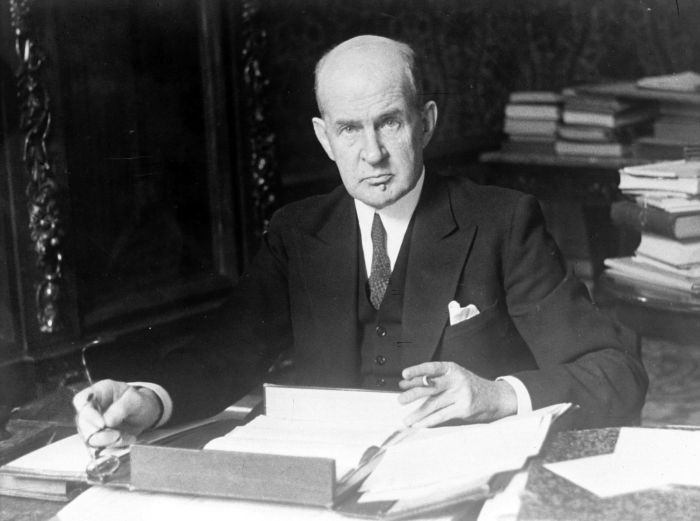
Andries Cornelis Dirk de Graeff, 1929

Jonkheer Andries Cornelis Dirk de Graeff (* 7. August 1872 in Den Haag; † 24. April 1957 ebenda) war ein niederländischer Diplomat und Staatsmann aus dem Geschlecht De Graeff. Er war unter anderem als Generalgouverneur (Vizekönig) von Niederländisch-Indien sowie als Außenminister der Niederlande tätig.
De Graeff wurde als unorthodoxer Politiker remonstrantischer Gesinnung beschrieben, und zu Unrecht eine Sympathie mit der Christelijk-Historische Unie unterstellt. Er war parteilos und liberal. Als Generalgouverneur trachtete er nach einer ethischen Regierung des Landes, was ihn in Gegensatz zu den Nationalisten brachte. Während seiner Ministerschaft kehrte die Niederlande zu ihrer Neutralitätspolitik von 1914 zurück.

## Familie

Wappen Geschlecht De Graeff (Kreation 1885)

De Graeffs Vorfahren waren im Laufe des 17. Jahrhunderts Stadtherren von Amsterdam gewesen. Andries Cornelis Dirk war der Sohn des in Japan erfolgreich tätigen Diplomaten Dirk de Graeff van Polsbroek und der Bonne Elisabeth Royer (1847–1927). Jene war eine Enkeltochter von Adriana Petronella Reichsgräfin von Nassau-LaLecq, und damit eine direkte Nachfahrin von Wilhelm des Schweigers (Wilhelm I. von Oranien) und Moritz von Oranien gewesen. De Graeff war mit Jkvr. Caroline Angelique van der Wijk, einer Tochter des damaligen Generalgouverneurs von Niederländisch-Ostindien Jhr. Carel Herman Aart van der Wijck verehelicht. Dieser Ehe entsprangen ein Sohn und vier Töchter; Jkvr. Bonne Elisabeth Constance Wilhelmine de Graeff war mit dem späteren niederländischen General Murk Boerstra verheiratet. Zum Zeitpunkt der Hochzeit war Boestra als Militärattaché in Japan und China stationiert und De Graeff Gesandter in Japan. Hierbei lernte ihn De Graeffs Tochter kennen. Das Zustandekommen der Heirat des Zimmerersohns und der Adeligen beruhte auf der freisinnigen, liberalen Ideologie Andries Cornelis Dirk de Graeffs.

## Karriere
Zwischen den Jahren 1890 und 1895 studierte er Recht an der Universität Leiden, wobei er seine beiden Lebensfreunde Johan Paul van Limburg Stirum und Frans Beelaerts van Blokland kennenlernte. Aufgrund seiner ausgezeichneten Kenntnisse das Staatsrecht betreffend wurde der Kolonialminister Jacob Hendrik Bergsma auf ihn aufmerksam. Nach der Beendigung seines Studiums ging De Graeff nach Niederländisch-Indien, um dort eine Stelle als Sekretär des Generalgouverneurs Alexander Willem Frederik Idenburg anzunehmen. Durch seine Ehe mit der Tochter des Generalgouverneurs Van der Wijck erhielt er eine Lobby innerhalb der niederländisch-ostindischen Regierung.
Zwischen 1900 und 1914 war De Graeff als Kommissar und später als Sekretär tätig. 1913 wurde er zum Allgemeinen Sekretär bestellt. 1914 wurde De Graeff in den Rat von Niederländisch-Ostindien berufen. 1917 wurde er Vizepräsident des Rates. Im Folgejahr kehre er wegen privater Schwierigkeiten in die Niederlande zurück. De Graeff spielte die vermittelnde Rolle zwischen Generalgouverneur Van Limburg Stirum und Kolonialminister Idenburg, der meinte, dass der Generalgouverneur zu viel gesetzgebende Macht in Ostindien besaß. De Graeff verlor durch seine Vermittlung und schlussendliche Parteiname für Van Limburg Stirum seinen angestrebten Posten des Generalgouverneurs. Auf diesem toten Punkt in seiner Laufbahn bot ihm Außenminister Herman Adriaan van Karnebeek die niederländische Botschaft in Tokio (1919–1922) an. Hernach wechselte er als Botschafter nach Washington (1922–1926).

### Generalgouverneur

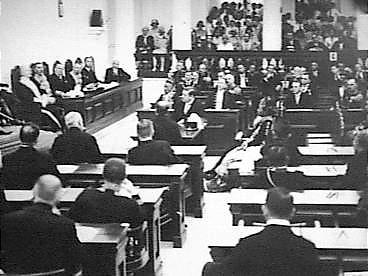
Andries Cornelis Dirk de Graeff eröffnet den Volksrat von Niederländische Ostindien (1930)

1926 erhielt Andries Cornelis Dirk de Graeff das lange angestrebte Amt des Generalgouverneurs von Niederländisch-Ostindien. Hierbei trachtete De Graeff ein sogenanntes ethisches Verwaltungskonzept aufzubauen. Er versuchte das Vertrauen der gemäßigten Nationalisten zu gewinnen, wurde aber dadurch von allen (radikalen) Strömungen isoliert. In den Niederlanden wurde De Graeff als „hyper-ethisch“ angesehen. Im Jahr seines Antritts kam es zu Ausschreitungen der kommunistischen Gruppierungen auf Java und Sumatra. De Graeff stellte den Frieden her und bestrafte rund 4.500 Aktivisten mit Freiheitsstrafen. Ein Jahr später erweiterte er die beratende Versammlung des Volksraad, ohne Entscheidungsmacht abzugeben. 1929 wurde der konservative Simon de Graaff als Nachfolger von Jacob Christiaan Koningsberger zum neuen Minister der Kolonien bestellt, wodurch De Graeff die politische Rückendeckung für seine gemäßigte Kolonialpolitik verlor. De Graeff kam in Konflikt mit den Nationalisten und ist schlussendlich mit seiner Politik gescheitert. 1931 kehrte Andries Cornelis Dirk de Graeff aufgrund seiner vollständigen Isolation von der Heimat und des schlechten Allgemeinzustands seiner Frau in die Niederlande zurück.

### Außenminister
1933 wurde er aufgrund seiner ethischen Verwaltung in Ostindien bei der Umgestaltung der niederländischen Regierung zum Außenminister im Kabinett von Hendrik Colijn ernannt. In dieser Funktion befand er sich mit seinem Jugendfreund und Berliner Gesandten Graf Johan Paul van Limburg Stirum in reger politischer Zusammenarbeit. In seiner Amtszeit als Außenminister führte er die Niederlande wieder in ihre frühere Neutralität zurück. Zudem gelang es ihm die zuvor schlechten Beziehungen mit dem Nachbarn Belgien zu stärken. 1937 trat De Graeff aufgrund der prekären politischen Lage mit dem Deutschen Reich und dem aufkeimenden Extremismus aus seinem Amt als Außenminister zurück. Seine letzten 20 Lebensjahre hatte er kein weiteres politisches Amt mehr bekleidet.

#### Völkerbund
De Graeff war ein aktiver Mitarbeiter und Delegierter des Völkerbundes und Anthony Edens; so gelang es ihm die Niederlande zu einem Eintritt in diesen zu bewegen. Er wollte den Völkerbund modifizieren, um zu verhindern, dass jener sich zu einem rein beratenden Gremium zurückentwickelte. Er war für die Wiederaufnahme Deutschlands und für die Aufhebung aller Sanktionen außer jener die ein Land bei einem Angriff auf ein anderes automatisch aus dem Völkerbund ausschloss. Als Aktivist des Völkerbundes führte er auch Initiative zur Aufnahme der Sowjetunion an. Dieses Unternehmen scheiterte aber am Veto des niederländischen Ministerrates und der Schweiz. 1935 trat De Graeff gegen finanzielle Sanktionen des Völkerbundes gegen Italien aufgrund deren Besetzung des Kaiserreichs Abessinien auf. Aufgrund der daraus entstandenen Unstimmigkeiten und der deutschen Aufrüstung und der Besetzung des Rheinlandes entgegen dem Versailler Vertrag kehrte die Niederlande zu ihrer Neutralitätspolitik von 1914 zurück, was zu einer Schwächung der diplomatischen Position der europäischen Demokratien gegenüber den deutschen und italienischen Diktaturen führte.

## Orden und Auszeichnungen
- Offizier (1909) und Großkreuzträger (1931) im Großkreuz des Ordens von Oranien-Nassau
- Ritter (1913) und Kommandant (1930) im Orden vom Niederländischen Löwen

## Publikation
- Art. 126 der Grondwet, 1894, Promotion, Universität Leiden